# Benedetto Pistrucci
Benedetto Pistrucci (Roma, 29 maggio 1783 – Windsor, 16 settembre 1855) è stato un medaglista italiano, incisore di gemme, cammei, monete e medaglie.

## Biografia
Nato in Italia, si recò a Londra nel 1815 ed incominciò a lavorare alla Royal Mint, la zecca britannica, come incisore. Qui il suo lavoro più famoso è stato la rappresentazione di San Giorgio ed il drago che è usata nel rovescio della sovrana d'oro e della corona dal 1817 fino ad ora.
Pistrucci ha anche inciso i conii di molte altre monete, medaglie e medaglioni, tra cui la famosa Waterloo Medal (Medaglia di Waterloo), che lo ha impegnato per più di trenta anni.
Pistrucci non volle copiare il lavoro di altri artisti ed incisori e volle sempre creare lavori originali. A causa della sua origine italiana non gli fu mai riconosciuto il ruolo di incisore capo della Royal Mint, e ci furono rivalità con gli altri incisori tra cui i Wyon.
Pistrucci è seppellito a Virginia Water, Surrey, England.
Nel 1915 la collezione delle cere di Pistrucci, 396 pezzi, è stata acquistata dallo Stato italiano ed è attualmente esposta al Museo della Zecca che ha sede a Roma.
Anche le figlie Elena (1822-1886) e Maria Elisa (1824-1881) si dedicarono all'incisione di cammei, mentre il figlio Camillo (1811-1854) fu scultore, architetto e restauratore di statue antiche.

## La sovrana d'oro
Nel 1816 Pistrucci conosce William Wellesley Pole, Master of the Mint che accetta il suo modello di San Giorgio e il Drago per la nuova sovrana d'oro.
Quindi gli viene affidato l'incarico di incidere per la stessa moneta anche il ritratto di Giorgio IV.

## La Medaglia di Waterloo
Il medaglione di Waterloo è considerato il capolavoro di Pistrucci. Incominciò a lavorare al progetto nel 1817. Nel 1819 riceve l'incarico ufficiale di realizzare una medaglia commemorativa della vittoria di Waterloo, dopo che il Principe Reggente, il futuro Giorgio IV aveva rifiutato un modello di John Flaxman. Pistrucci ci lavorò per 30 anni e ne terminò i conii solo nel 1849.

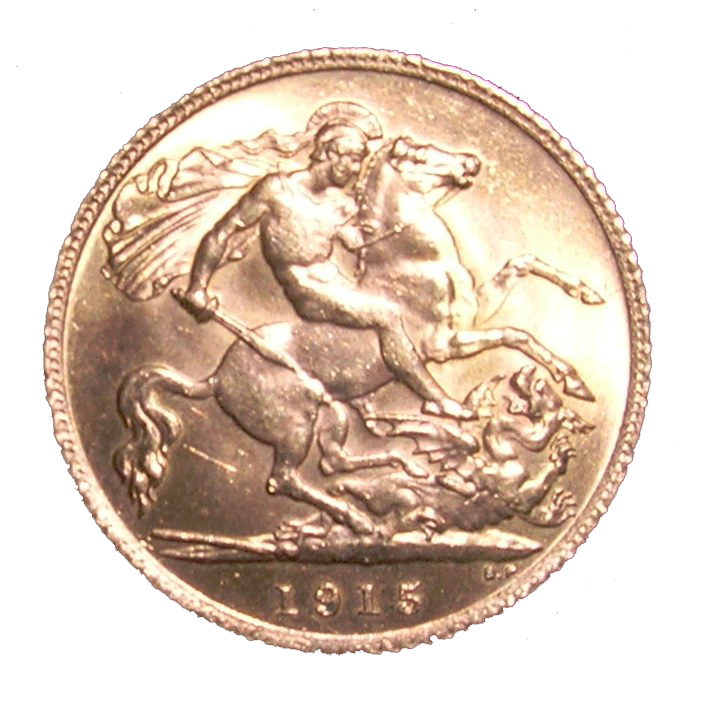
Il san Giorgio di Pistrucci.
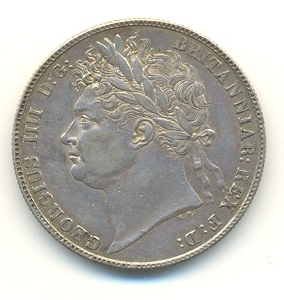
Giorgio IV in un ritratto di Pistrucci su una mezza corona.